# 0
Zero (zapisywane jako 0) – element neutralny dodawania; najmniejsza nieujemna liczba. To, czy zero jest uznawane za liczbę naturalną, jest kwestią umowy – czasem włącza się, a czasem wyklucza się je z tego zbioru. Zero nie jest ani liczbą pierwszą, ani liczbą złożoną.
Pierwszy raz symbol ten został użyty przez matematyków hinduskich jako oznaczenie braku czegoś. W większości kalendarzy nie ma roku zerowego. Rok przed 1. rokiem naszej ery nazywany jest 1. rokiem przed naszą erą.

## Historia
Symbol zera był wykorzystywany w systemach zapisu liczb, w których pozycja cyfry miała znaczenie. Dla przykładu liczba 20075 z odstępami zamiast zer staje się nieczytelna (2  75) i może zostać łatwo pomylona z liczbą 2075 (2 75) i 275.
Pierwszy raz system pozycyjny do zapisu liczb wykorzystali mieszkańcy Sumeru i Elamu ok. roku 3200 p.n.e. Zapis opierał się na liczbie 60. Początkowo brak wartości w jednym z rzędów oznaczano pustym miejscem. Babilończycy odziedziczyli ten sposób zapisu. Archeolodzy odnaleźli glinianą tabliczkę, pochodzącą z okresu starobabilońskiego, datowaną na lata 1900–1600 p.n.e. (XV wiek p.n.e.). Umieszczono na niej listę trójek pitagorejskich. Brak cyfry w jednym z rzędów oznaczono na niej pustym miejscem.
Rzymianie w obliczeniach posługiwali się abakusem. W miejscu, gdzie miało być zero, pozostawiali pustą przestrzeń. Później, m.in. Grecy, do liczenia używali zwykłych stołów z krążkami z odpowiednimi cyframi. W miejsce zera wstawiano pusty krążek bez żadnej liczby. Kiedy pod koniec średniowiecza zaczęto wykonywać działania na dostępnym już i tanim papierze, w miejsce zera rysowano zwykłe kółko, które miało przypominać krążek bez cyfry.
Przed rokiem 300 p.n.e. w Mezopotamii zaadaptowano jako zero jeden z symboli interpunkcyjnych – podwójny ukośny znak klinowy. Jednak był on wykorzystywany tylko jako cyfra zero, a nie jako liczba.
W starożytnej Grecji status zera jako liczby budził kontrowersje: pytano „czy nic może być czymś”? Kwestia ta wiązała się z filozoficzną dysputą dotyczącą możliwości istnienia próżni. Niejasna interpretacja zera oraz nieskończoności (nieskończonego ciągu zbieżnego do zera) stała się też jedną z podstaw sformułowania paradoksów Zenona z Elei. Dyskusja na temat sensu zera ożyła ponownie w średniowieczu, gdzie nabrała dodatkowego wymiaru religijnego.
W roku 130 Ptolemeusz pod wpływem Hipparchosa zaczął używać symbolu oznaczającego zero. Znak ten miał postać kółka z poziomą linią na górze. Ptolemeusz wykorzystywał zero razem z sześćdziesiątkowym systemem liczbowym opartym na alfabecie greckim. Szczególne było tutaj wykorzystywanie zera samodzielnie. Dla przykładu, różnice położenia kątowego Słońca i Księżyca podczas zaćmienia naszej gwiazdy, Ptolemeusz w swoim dziele Almagest podawał jako 0 | 0 0. W wielu późniejszych tekstach napisanych w Bizancjum zero przyjęło formę greckiej litery omikron (ο) – wcześniej była ona używana do oznaczenia liczby 70.
Kilka wieków przed Ptolemeuszem zera jako liczby zaczęli używać Olmekowie. Przypuszcza się, że już ok. 400 p.n.e. wykorzystywali do tego symbol przypominający muszlę. Pełne potwierdzenie tego faktu dotyczy dopiero roku 40 p.n.e. Potem zero Olmeków zostało przejęte przez Majów w ich systemie liczbowym.
W rzymskim zapisie liczbowym zero nie było używane, jednak średniowieczni mnisi znali to pojęcie pod łacińską nazwą nullae – nic. Zero było wykorzystywane przy obliczaniu daty Wielkanocy. Przykładem są tu dzieła Dionizego Mniejszego pochodzące z roku 525. W roku 725 Beda (lub jeden z jego współpracowników) wykorzystał literę N do zapisu zera w połączeniu z liczbami rzymskimi.
Współczesny symbol zero pochodzi z Indii. Dnia 25 sierpnia 458 roku członkowie odłamu dźinistów ogłosili traktat Lokavibhaaga. Zero nazywano w nim „śuunya”, co znaczy pusty. Innym z tekstów zawierających tę liczbę stał się wierszowany podręcznik Brahmasphutasiddhanta napisany w roku 628 przez hinduskiego matematyka i astronoma Brahmaguptę. Pomysł okazał się trafny i szybko został przyjęty w Kambodży, Chinach, a potem trafił do świata arabskiego. Uczeni z kręgu islamskiego nadali zeru jego nazwę, która pochodzi od arabskiego słowa sifr (صفر) oznaczającego pusty.
Europejczycy zaznajomili się z zerem w XI wieku za sprawą papieża-uczonego Sylwestra II, który starał się je popularyzować, a następnie, już na szerszą skalę, podczas krucjat do Ziemi Świętej w XII wieku. W roku 1202 we Włoszech Fibonacci wydał podręcznik arytmetyki Liber abaci, w którym posługiwał się słowem zephirum oznaczającym zero. Współczesna nazwa tej liczby stała się powszechna od roku 1491.
Człowiek czytający tekst nie zawsze jest w stanie odróżnić cyfrę 0 od litery O, w początkach historii komputerów operatorzy przepisujący ręcznie pisane programy często mylili się zamieniając 0 z O, a w systemach komputerowych litera oraz cyfra są zupełnie różnymi znakami, co oznacza konieczność nadania im rozróżnialnych kształtów. Jako pierwszy taki zapis wprowadził IBM w terminalu ekranowym IBM 3270. Wewnątrz zera umieszczono kropkę. Inna, stosowana w wielu urządzeniach, wersja zero ma w środku przekreślenie. Zostało ono wprowadzone do standardu ASCII wywodzącego się od dalekopisów. Zwyczaj ten obecnie zanika.

## Etymologia w języku polskim
Jest to wyraz zapożyczony ze średniowiecznej łaciny, gdzie miał postać zephirum i znaczenie „cyfra”. Wyrazy „cyfra” i „szyfr” wywodzą się zresztą z tego samego źródłosłowu, lecz za pośrednictwem języków niemieckiego i francuskiego. Z kolei wyraz łaciński wywodzi się z arabskiego ṣifr – „zero, pustka, próżnia”.

## Zero jako symbol
Zero symbolizuje nicość i brak. W odniesieniu do szeregu liczb, symbolizuje też początek.

## Zero w matematyce
Należy rozróżnić kilka pojęć w matematyce występujących pod wspólną nazwą zero.
- Liczba zero (0), należąca do zbiorów: liczb całkowitych, liczb wymiernych, liczb rzeczywistych, liczb zespolonych. Liczba zero jest elementem neutralnym w grupach dodawania odpowiednich pierścieni liczbowych, a zatem ma w szczególności następujące własności wobec działań dodawania i mnożenia zdefiniowanych na tych zbiorach: a + 0 = a; a • 0 = 0.
- Cyfra 0, wykorzystywana w arytmetyce przy zapisie liczb w każdym systemie pozycyjnym o dodatniej podstawie (np. w systemie dziesiętnym, systemie binarnym).
- Symbol 0, definiowany jest odrębnie m.in. w teorii grup, logice, teorii mnogości; czasami o charakterze czysto abstrakcyjnym.

W żargonie matematycznym termin zero funkcji używany jest czasem jako synonim miejsca zerowego funkcji.

### Symbol 0
Symbol 0 występuje w większości działów współczesnej matematyki.
- W algebrze symbol 0 może służyć do oznaczania elementu neutralnego działania w grupie, najczęściej dodawania.
  - Elementy neutralne odgrywają szczególną rolę w przestrzeniach z iloczynem skalarnym. W szczególności, w przestrzeni euklidesowej wektor zerowy oznacza się symbolem 0 (zero pogrubione).
- W teorii mnogości symbol 0 używany jest do oznaczania mocy (liczby elementów) zbioru pustego.
- W myśl postulatów Peana dla liczb naturalnych, symbolem 0 oznacza się najmniejszą liczbę naturalną. Niektóre definicje liczb naturalnych (niezwiązane z logiką i teorią mnogości) nie obejmują jednak pojęcia zera.

### Własności liczby rzeczywistej zero
Wynik dzielenia przez zero jest nieokreślony: definicja dzielenia wymaga, aby dzielnik był różny od zera.
Zgodnie z definicją potęgowania rzeczywista liczba różna od zera podniesiona do potęgi zero daje jeden:
{\displaystyle a^{0}=1.}
Wartość {\displaystyle 0^{0}} jest w zależności od przyjętej konwencji – niezdefiniowana lub też równa 1.
Logarytm przy dowolnej większej od zera podstawie z jedności jest równy zero:
{\displaystyle \log _{a}1=0.}
Pochodna stałej jest równa 0: {\displaystyle {\frac {d}{dx}}(a)=0,} gdzie {\displaystyle a\in \mathbb {R} .}

## Zero w informatyce
Ludzie liczą zwykle przedmioty zaczynając od jedności. Jednak w językach programowania popularne jest liczenie od zera. Wynika to z faktu wykorzystania licznika do określania adresu elementu:
| Numery elementów | 0  | 1   | 2   | 3   | 4   | ...   |
| Komórka pamięci  | n  | n+1 | n+2 | n+3 | n+4 | n+... |
| dla n=23         | 23 | 24  | 25  | 26  | 27  | ...   |

Oczywiście w rzeczywistości wzór dla tablicy jednowymiarowej byłby: address+index*sizeof(type)

Gdzie address oznacza adres pierwszego (zerowego) elementu tablicy (czyli notabene jej początek), sizeof(x) oznacza rozmiar typu x w bajtach, a index oznacza indeks elementu do którego chcemy się odwołać.
Jeżeli pierwszy element jest w 23 komórce pamięci, to element 5 znajduje się w 27. Jeżeli odejmiemy te liczby, okaże się, że 5 elementowi odpowiada konieczność dodania 4, aby uzyskać jego adres w pamięci. Zerowaniem określa się czasami w informatyce czynność wypełniania obszaru pamięci zerami.

## Zero a skale pomiarowe
Sposób określenia zera w pomiarze wielkości fizycznej jest związany z rodzajem skali pomiarowej.
- dla skali nominalnej i porządkowej zero jest arbitralnie wybranym identyfikatorem. Przykład: zero jako oznaczenie poziomu logicznego w elektronice cyfrowej;
- dla skali przedziałowej zero jest czysto umownym punktem odniesienia i nie ma znaczenia jaka wartość pomiaru zostanie tak oznaczona, o ile będzie zachowana konsekwencja. Przykłady: zerowa energia potencjalna, zerowy potencjał elektryczny, początek układu współrzędnych, zerowa data juliańska;
- dla skali ilorazowej i absolutnej zero jest w pewien sposób wyróżnione przez naturę danego zjawiska i zastąpienie go inną wartością byłoby sztuczne. Przykłady: zerowa masa.